# Cheng-šuej
Cheng-šuej (čínsky pchin-jinem Héngshuǐ, znaky 衡水) je městská prefektura v Čínské lidové republice. Patří k provincii Che-pej.
V roce 2020 žilo v celé prefektuře na rozloze 8 833 čtverečních kilometrů přes čtyři miliony obyvatel.

## Správní členění
Městská prefektura Cheng-šuej se člení na jedenáct celků okresní úrovně, a sice dva městské obvody, jeden městský okres a osm okresů.
| Tchao-čcheng Ťi-čou městský okres · Šen-čou okres · Cao-čchiang okres · Wu-i okres · Wu-čchiang okres · Žao-jang okres · An-pching okres · Ku-čcheng okres · Ťing okres · Fu-čcheng |        |                       |                       |             |                                         |
| Název | Název  | Počet obyvatel (2010) | Počet obyvatel (2020) | Rozloha km² | Hustota zalidnění (obyv. na km²) (2020) |
| český přepis | znaky  | Počet obyvatel (2010) | Počet obyvatel (2020) | Rozloha km² | Hustota zalidnění (obyv. na km²) (2020) |
| Městské obvody |        |                       |                       |             |                                         |
| Tchao-čcheng | 桃城区 | 522 147               | 805 000               | 609         | 1 322                                   |
| Ťi-čou | 冀州区 | 362 013               | 335 000               | 921         | 364                                     |
| Městský okres |        |                       |                       |             |                                         |
| Šen-čou | 深州市 | 566 087               | 482 289               | 1 249       | 386                                     |
| Okresy |        |                       |                       |             |                                         |
| Cao-čchiang | 枣强县 | 394 469               | 365 640               | 904         | 405                                     |
| Wu-i | 武邑县 | 315 693               | 265 962               | 828         | 321                                     |
| Wu-čchiang | 武强县 | 214 549               | 176 672               | 439         | 402                                     |
| Žao-jang | 饶阳县 | 280 498               | 254 613               | 575         | 443                                     |
| An-pching | 安平县 | 328 512               | 327 496               | 494         | 663                                     |
| Ku-čcheng | 故城县 | 487 025               | 444 493               | 933         | 476                                     |
| Ťing | 景县   | 528 693               | 463 949               | 1 188       | 391                                     |
| Fu-čcheng | 阜城县 | 341 087               | 293 877               | 693         | 424                                     |
| |        |                       |                       |             |                                         |
| Celkem | Celkem | 4 340 773             | 4 212 933             | 8 833       | 477                                     |

## Partnerská města
- Tilsonburg, Kanada (27. říjen 1998)
- Tultitlán de Mariano Escobedo, Mexiko (16. červen 2002)